# Nickelbischofite
La nickelbischofite è un minerale.